# Cepoy
Cepoy é uma comuna francesa na região administrativa do Centro, no departamento Loiret. Estende-se por uma área de 8,52 km². Em 2010 a comuna tinha 2 434 habitantes (densidade: 285,7 hab./km²).